# Lotte Barthel
Lotte Barthel  (* 23. Mai 1912 in Frankfurt am Main; † 31. März 1992 in Düsseldorf) war eine deutsche Schauspielerin.

## Leben und Karriere
Lotte Barthel begann ihre künstlerische Laufbahn 1932 am „Schlesischen Landestheater Bunzlau“ (auch „Stadttheater und Schlesisches Landestheater Bunzlau“). Dort spielte sie im September 1932 in einer Festaufführung zum 70. Geburtstag des Dichters Gerhart Hauptmann „ein wundersames, zauberhaftes Rautendelein“ in dessen Märchenstück Die versunkene Glocke. In der Spielzeit 1934/35 war sie am Stadttheater Ulm engagiert, wo sie u. a. in der Komödie Krach im Hinterhaus von Maximilian Böttcher und als Agnès in Die Schule der Frauen auftrat. Bis zum Ende des Zweiten Weltkriegs sind nur wenige weitere Festengagements nachzuweisen; eines hatte sie in der Spielzeit 1937/38 am Stadttheater Stettin unter der Intendanz von Walter Storz. In der pommerschen Landeshauptstadt lernte sie auch Fritz Rémond junior kennen, der dort zu dieser Zeit als Oberspielleiter tätig war.
Barthel wirkte nach dem Zweiten Weltkrieg als Theaterschauspielerin an verschiedenen Frankfurter Bühnen. 1947 wurde sie von Fritz Rémond junior an sein neu gegründetes „Kleines Theater im Zoo“ verpflichtet, dem Vorgänger des heutigen Fritz-Rémond-Theaters. Am „Kleinen Theater im Zoo“ wirkte sie ab der Spielzeit 1947/48 bis Anfang der 90er Jahre fast 45 Jahre ohne Unterbrechung. Im März 1949 gehörte sie dort zur Uraufführungsbesetzung des Theaterstücks Der Teufel von Boston von Lion Feuchtwanger.
Ab der Spielzeit 1957/58 trat sie bis einschließlich der Spielzeit 1962/63 parallel alljährlich auch am „Theater am Roßmarkt“, dem Vorläufer der späteren Frankfurter Boulevardbühne „Die Komödie“, auf. In der Spielzeit 1963/64 gastierte sie am Landestheater Darmstadt.
1965 spielte sie im „Kleinen Theater im Zoo“ gemeinsam mit Fritz Rémond jr., Anna Teluren und Martha Marbo in der Salonkomödie Sein letztes Testament von Sacha Guitry; die Aufführung wurde auch für das Fernsehen aufgezeichnet. Im Oktober 1965 stand sie am „Kleinen Theater im Zoo“ in der deutschsprachigen Erstaufführung des modernen amerikanischen Theaterstücks Telemachos Clay von Lewis John Carlino (1932–2020) auf der Bühne, wobei unter anderem Liesel Christ und Uwe Dallmeier ihre Partner waren. 1968 übernahm sie an diesem Hause unter der Regie von Fritz Rémond und an der Seite von Hans Korte (Christian Maske) die Rolle der Luise Maske in der Komödie Der Snob von Carl Sternheim. Die Frankfurter Allgemeine Zeitung schrieb über ihre Darstellung: „Anrührend in ihrer Arglosigkeit, in den bürgerlichen Klischees glücklich befangen.“ 1983 trat sie dort unter der Regie von Egon Baumgarten in der Komödie Einmal Moskau und zurück von Alexander Galin mit Friedrich Schoenfelder, Margret van Munster und Anna Teluren als Partnern auf. 
Viele Jahre spielte sie am Fritz-Rémond-Theater neben Günter Strack die Rolle der Frau Lund in Moral von Ludwig Thoma. Zu den Lieblingsrollen ihrer Alterskarriere gehörte die alte Amme Margret in August Strindbergs Drama Der Vater. Anlässlich ihres 70. Geburtstags wurde sie 1982 Ehrenmitglied des „Kleinen Theaters im Zoo“, als dessen „ruhender Pol“ sie galt. 1991 stand sie in Eine Dummheit macht auch der Gescheiteste zum letzten Mal auf der Bühne des Fritz-Rémond-Theaters.
In der Spielzeit 1978/79 war sie mit dem „Euro-Studio Landgraf“ auf Deutschland-Tournee. 1984 gastierte sie bei den Luisenburg-Festspielen in Wunsiedel. In der Saison 1984/85 gehörte sie zum Ensemble des Berliner „Theaters auf Tournee“. In der Spielzeit 1988/89 übernahm sie beim Tourneetheater „Bühne 64 Zürich“ (Leitung: Margot Medicus) die Rolle des alten Stubenmädchens Malene in einer Inszenierung des Theaterstücks John Gabriel Borkman mit Hans Korte in der Hauptrolle.
Barthel arbeitete auch häufig als Sprecherin für Hörspiele. 1961 war sie beim Hessischen Rundfunk in der Rolle der Frau Fischbier in dem Hörspiel Ein heißes Eisen von Kurt Heynicke zu hören. 1965 übernahm sie die Rolle der Trude Arndt in dem Kriminal-Hörspiel Der Fall Trinkhelm von Rolf Schroers, einer Originalproduktion des Hessischen Rundfunks, des Westdeutschen Rundfunks und von Radio Bremen.
Barthel war auch in einigen deutschen Fernsehfilmen und in mehreren Fernsehserien zu sehen. zu sehen. Schwerpunkt ihres künstlerischen Schaffens blieb jedoch ihre Theaterarbeit.
1962 spielte sie in der Familienserie Die Firma Hesselbach in der Folge Die Erbschaft die Rolle der Frau Bauer, die Haushälterin des Kommerzienrates Eduard Hesselbach. 1968 wirkte sie unter der Regie von Tom Toelle als Sekretärin Fräulein Schünemann in dem Fernsehspiel Versetzung mit. 1979 spielte sie in dem Fernsehmehrteiler Die Buddenbrooks von Franz Peter Wirth die Rolle der Krankenschwester Leandra, die die Konsulin Betsy Buddenbrook pflegt. 1981 hatte sie eine kleine Rolle in einer Fernsehinszenierung von Heinrich von Kleists Schauspiel Das Käthchen von Heilbronn unter der Regie von Peter Beauvais. Sie spielte außerdem in der Fernsehserie Rummelplatzgeschichten. In der Tatort-Folge Tod einer Ärztin spielte sie 1990 die Seniorin Thea Grundmann, die von ihrem finanziell ruinierten Neffen ermordet wird. Im Januar 1992 war sie zuletzt in einer Episodenhauptrolle in der Familienserie Das Nest zu sehen; in der Folge Die Zimmerlinde spielte sie als Frau Wollweber, an der Seite von Max Strecker, den weiblichen Part eines älteren Nachbarehepaars.
1979 wirkte sie in der ARD-Fernsehshow Einer wird gewinnen als Schauspielerin mit.
Lotte Barthel starb im März 1992 im Alter von 79 Jahren, kurz vor Vollendung ihres 80. Geburtstages. Die offizielle Beisetzung und die anschließende Trauerfeier im Fritz-Remond-Theater fanden auf Wunsch Lotte Barthels an ihrem 80. Geburtstag am 22. Mai 1992 statt.

## Filmografie (Auswahl)
- 1960: Die Friedhöfe (Fernsehspiel)
- 1962: Die Firma Hesselbach
- 1965: Sein letztes Testament (Theateraufzeichnung)
- 1968: Versetzung (Fernsehspiel)
- 1970: Trauer muss Elektra tragen (Fernsehfassung)
- 1971–1973: Unser Dorf (Fernsehserie)
- 1979: Die Buddenbrooks (Fernsehserie)
- 1981: Das Käthchen von Heilbronn (Fernsehfassung)
- 1984: Rummelplatzgeschichten (Fernsehserie)
- 1990: Tatort – Tod einer Ärztin
- 1992: Das Nest (Fernsehserie)